# O嬢の物語
『O嬢の物語』（オーじょうのものがたり、原題Histoire d'O）は、フランスの中編小説。1954年ジャン＝ジャック・ポーヴェール書店より刊行。作者はポーリーヌ・レアージュ（Pauline Réage）。1955年ドゥ・マゴ賞を受賞。

## ストーリー

小説版のロワシーの指輪

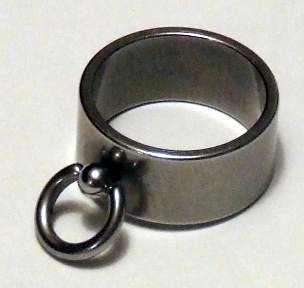
映画版のOのリング

女流ファッション写真家のOは、ある日恋人ルネにとある城館へ連れて来られ、複数の男の共有性的玩弄物となるよう、鞭打やその他肉体を蹂躙する手段をもって心身共に調教される。一ヶ月ほど後、城館を後にしたOは、ルネからステファン卿なる人物を紹介され、卿の求めに従ってルネから卿に譲り渡される。ステファン卿の持ち物となったOは凌辱と鞭打とを繰り返され、さらに卿の持ち物である証として尻に烙印を押され、性器に鉄の輪と鎖を付けられる。そしてある夜会で、梟の仮面を被せられ、陰部を脱毛されたOは衆目に晒されることになる。

## 作者
作者はポーリーヌ・レアージュ（Pauline Réage）。この女性名のペンネームは、序文『奴隷状態における幸福』を寄せたジャン・ポーラン自身のものと目されていたが、執筆に関わっていたと一部で噂されていたドミニク・オーリーが1994年に自分が作者であると表明した。ポーランを失うことを恐れていたオーリーは、彼の気を引くためにこの物語を書いたと述べている。親子ほど年が離れていて、「若くもなくかわいくもない自分には、他の武器が必要であった」と説明している。

## 続編
- 『ロワッシイへの帰還』（原題：Retour a Roissy）- 同じポーリーヌ・レアージュ名義で執筆されているが、ドミニク・オーリーとは別人物が執筆した。

## 書籍

### 日本語訳
- O嬢の物語 （澁澤龍彦訳、矢川澄子が下訳） 河出書房 ISBN 978-4309461052
角川文庫でも同じ訳が出版されており、現在ではAmazon Kindle版を購入できる。
- 完訳Oの物語 （高遠弘美訳） 学習研究社　ISBN 978-4054037465
最終版のテキストを底本とした完訳版。
- O嬢の物語 （グイド・クレパックス作画 巖谷國士訳） エディシオントレヴィル ISBN 978-4309907277
コミック版。全2巻

官能小説家の千草忠夫が翻訳したバージョンはオリジナルの設定があり、翻案に近い。このほかにも、鈴木豊訳（講談社文庫）清水正二郎の翻訳も存在しているが、いずれも絶版。

## 他メディアへの展開

### 映画
- O嬢の物語
1975年にジュスト・ジャカン監督、コリンヌ・クレリー、ウド・キア出演で映画化されている。

- 上海異人娼館 チャイナ・ドール
1981年に寺山修司脚本・監督、イザベル・イリエ、クラウス・キンスキー出演で映画化されている。1920年代の中国・上海を舞台に、O嬢の物語の続編『ロワッシイへの帰還』（Retour a Roissy）を寺山風に脚色したもの[2]。

- 新・O嬢の物語（The Story of O: Untold Pleasures）
2001年にフィル・レイノルス（Phil Leirness）監督、ダニエル・シアーディ（Danielle Ciardi）主演で映画化されている。『O嬢の物語』を現代風に解釈したリメイク作品。アメリカで製作されており、舞台はロサンゼルスになっている。

### テレビドラマ
- O嬢の物語
1994年にアメリカの成人向けケーブルTVなどのメディアで放送された。監督はロン・ウィリアムス、出演はクラウディオ・セペダ、パウロ・レイス、ネルソン・フレイタスなど 。

### 舞台
日本では1967年に前衛舞踏家の伊藤ミカによって舞台化された。